# 真理値
真理値（しんりち、英: truth value）は、命題論理などの命題の真偽を示す値である。英語のTrueとFalseから、真に対してT、偽に対してFという記号をあてることもある。論理値 (logical value) も同じ。排中律に則った古典論理（2値論理）では真か偽かの二値（バイナリー）をとることから真偽値ともいうが、非古典論理などで多値論理における「真らしさ」の値も（真と偽以外の値にもなる）真理値である。
コンピュータプログラミング言語などのデータ型では、真理値のような型として真理値型（真偽値型、ブーリアン型などとも）があるものがある。関係演算子の結果などがブーリアン型であり、さらに論理演算子などで組み合わせることができ、それをif文などの制御構造や、条件演算子などで使用できる。